# Major League Soccer 2009
Major League Soccer 2009-2010 a fost sezonul cu nr. 16 din istorie. 

## Rezultate
| Abbreviation and Color Key: Chicago Fire - CHI • Chivas USA - CHV • Colorado Rapids - COL • Columbus Crew - CLB • D.C. United - DC FC Dallas - DAL • Houston Dynamo - HOU • Kansas City Wizards - KC • Los Angeles Galaxy - LA • New England Revolution - NE New York Red Bulls - NY • Real Salt Lake - RSL • San Jose Earthquakes - SJ • Seattle Sounders FC - SEA • Toronto FC - TOR Win • Loss • Tie • Home | Abbreviation and Color Key: Chicago Fire - CHI • Chivas USA - CHV • Colorado Rapids - COL • Columbus Crew - CLB • D.C. United - DC FC Dallas - DAL • Houston Dynamo - HOU • Kansas City Wizards - KC • Los Angeles Galaxy - LA • New England Revolution - NE New York Red Bulls - NY • Real Salt Lake - RSL • San Jose Earthquakes - SJ • Seattle Sounders FC - SEA • Toronto FC - TOR Win • Loss • Tie • Home | Abbreviation and Color Key: Chicago Fire - CHI • Chivas USA - CHV • Colorado Rapids - COL • Columbus Crew - CLB • D.C. United - DC FC Dallas - DAL • Houston Dynamo - HOU • Kansas City Wizards - KC • Los Angeles Galaxy - LA • New England Revolution - NE New York Red Bulls - NY • Real Salt Lake - RSL • San Jose Earthquakes - SJ • Seattle Sounders FC - SEA • Toronto FC - TOR Win • Loss • Tie • Home | Abbreviation and Color Key: Chicago Fire - CHI • Chivas USA - CHV • Colorado Rapids - COL • Columbus Crew - CLB • D.C. United - DC FC Dallas - DAL • Houston Dynamo - HOU • Kansas City Wizards - KC • Los Angeles Galaxy - LA • New England Revolution - NE New York Red Bulls - NY • Real Salt Lake - RSL • San Jose Earthquakes - SJ • Seattle Sounders FC - SEA • Toronto FC - TOR Win • Loss • Tie • Home | Abbreviation and Color Key: Chicago Fire - CHI • Chivas USA - CHV • Colorado Rapids - COL • Columbus Crew - CLB • D.C. United - DC FC Dallas - DAL • Houston Dynamo - HOU • Kansas City Wizards - KC • Los Angeles Galaxy - LA • New England Revolution - NE New York Red Bulls - NY • Real Salt Lake - RSL • San Jose Earthquakes - SJ • Seattle Sounders FC - SEA • Toronto FC - TOR Win • Loss • Tie • Home | Abbreviation and Color Key: Chicago Fire - CHI • Chivas USA - CHV • Colorado Rapids - COL • Columbus Crew - CLB • D.C. United - DC FC Dallas - DAL • Houston Dynamo - HOU • Kansas City Wizards - KC • Los Angeles Galaxy - LA • New England Revolution - NE New York Red Bulls - NY • Real Salt Lake - RSL • San Jose Earthquakes - SJ • Seattle Sounders FC - SEA • Toronto FC - TOR Win • Loss • Tie • Home | Abbreviation and Color Key: Chicago Fire - CHI • Chivas USA - CHV • Colorado Rapids - COL • Columbus Crew - CLB • D.C. United - DC FC Dallas - DAL • Houston Dynamo - HOU • Kansas City Wizards - KC • Los Angeles Galaxy - LA • New England Revolution - NE New York Red Bulls - NY • Real Salt Lake - RSL • San Jose Earthquakes - SJ • Seattle Sounders FC - SEA • Toronto FC - TOR Win • Loss • Tie • Home | Abbreviation and Color Key: Chicago Fire - CHI • Chivas USA - CHV • Colorado Rapids - COL • Columbus Crew - CLB • D.C. United - DC FC Dallas - DAL • Houston Dynamo - HOU • Kansas City Wizards - KC • Los Angeles Galaxy - LA • New England Revolution - NE New York Red Bulls - NY • Real Salt Lake - RSL • San Jose Earthquakes - SJ • Seattle Sounders FC - SEA • Toronto FC - TOR Win • Loss • Tie • Home | Abbreviation and Color Key: Chicago Fire - CHI • Chivas USA - CHV • Colorado Rapids - COL • Columbus Crew - CLB • D.C. United - DC FC Dallas - DAL • Houston Dynamo - HOU • Kansas City Wizards - KC • Los Angeles Galaxy - LA • New England Revolution - NE New York Red Bulls - NY • Real Salt Lake - RSL • San Jose Earthquakes - SJ • Seattle Sounders FC - SEA • Toronto FC - TOR Win • Loss • Tie • Home | Abbreviation and Color Key: Chicago Fire - CHI • Chivas USA - CHV • Colorado Rapids - COL • Columbus Crew - CLB • D.C. United - DC FC Dallas - DAL • Houston Dynamo - HOU • Kansas City Wizards - KC • Los Angeles Galaxy - LA • New England Revolution - NE New York Red Bulls - NY • Real Salt Lake - RSL • San Jose Earthquakes - SJ • Seattle Sounders FC - SEA • Toronto FC - TOR Win • Loss • Tie • Home | Abbreviation and Color Key: Chicago Fire - CHI • Chivas USA - CHV • Colorado Rapids - COL • Columbus Crew - CLB • D.C. United - DC FC Dallas - DAL • Houston Dynamo - HOU • Kansas City Wizards - KC • Los Angeles Galaxy - LA • New England Revolution - NE New York Red Bulls - NY • Real Salt Lake - RSL • San Jose Earthquakes - SJ • Seattle Sounders FC - SEA • Toronto FC - TOR Win • Loss • Tie • Home | Abbreviation and Color Key: Chicago Fire - CHI • Chivas USA - CHV • Colorado Rapids - COL • Columbus Crew - CLB • D.C. United - DC FC Dallas - DAL • Houston Dynamo - HOU • Kansas City Wizards - KC • Los Angeles Galaxy - LA • New England Revolution - NE New York Red Bulls - NY • Real Salt Lake - RSL • San Jose Earthquakes - SJ • Seattle Sounders FC - SEA • Toronto FC - TOR Win • Loss • Tie • Home | Abbreviation and Color Key: Chicago Fire - CHI • Chivas USA - CHV • Colorado Rapids - COL • Columbus Crew - CLB • D.C. United - DC FC Dallas - DAL • Houston Dynamo - HOU • Kansas City Wizards - KC • Los Angeles Galaxy - LA • New England Revolution - NE New York Red Bulls - NY • Real Salt Lake - RSL • San Jose Earthquakes - SJ • Seattle Sounders FC - SEA • Toronto FC - TOR Win • Loss • Tie • Home | Abbreviation and Color Key: Chicago Fire - CHI • Chivas USA - CHV • Colorado Rapids - COL • Columbus Crew - CLB • D.C. United - DC FC Dallas - DAL • Houston Dynamo - HOU • Kansas City Wizards - KC • Los Angeles Galaxy - LA • New England Revolution - NE New York Red Bulls - NY • Real Salt Lake - RSL • San Jose Earthquakes - SJ • Seattle Sounders FC - SEA • Toronto FC - TOR Win • Loss • Tie • Home | Abbreviation and Color Key: Chicago Fire - CHI • Chivas USA - CHV • Colorado Rapids - COL • Columbus Crew - CLB • D.C. United - DC FC Dallas - DAL • Houston Dynamo - HOU • Kansas City Wizards - KC • Los Angeles Galaxy - LA • New England Revolution - NE New York Red Bulls - NY • Real Salt Lake - RSL • San Jose Earthquakes - SJ • Seattle Sounders FC - SEA • Toronto FC - TOR Win • Loss • Tie • Home | Abbreviation and Color Key: Chicago Fire - CHI • Chivas USA - CHV • Colorado Rapids - COL • Columbus Crew - CLB • D.C. United - DC FC Dallas - DAL • Houston Dynamo - HOU • Kansas City Wizards - KC • Los Angeles Galaxy - LA • New England Revolution - NE New York Red Bulls - NY • Real Salt Lake - RSL • San Jose Earthquakes - SJ • Seattle Sounders FC - SEA • Toronto FC - TOR Win • Loss • Tie • Home | Abbreviation and Color Key: Chicago Fire - CHI • Chivas USA - CHV • Colorado Rapids - COL • Columbus Crew - CLB • D.C. United - DC FC Dallas - DAL • Houston Dynamo - HOU • Kansas City Wizards - KC • Los Angeles Galaxy - LA • New England Revolution - NE New York Red Bulls - NY • Real Salt Lake - RSL • San Jose Earthquakes - SJ • Seattle Sounders FC - SEA • Toronto FC - TOR Win • Loss • Tie • Home | Abbreviation and Color Key: Chicago Fire - CHI • Chivas USA - CHV • Colorado Rapids - COL • Columbus Crew - CLB • D.C. United - DC FC Dallas - DAL • Houston Dynamo - HOU • Kansas City Wizards - KC • Los Angeles Galaxy - LA • New England Revolution - NE New York Red Bulls - NY • Real Salt Lake - RSL • San Jose Earthquakes - SJ • Seattle Sounders FC - SEA • Toronto FC - TOR Win • Loss • Tie • Home | Abbreviation and Color Key: Chicago Fire - CHI • Chivas USA - CHV • Colorado Rapids - COL • Columbus Crew - CLB • D.C. United - DC FC Dallas - DAL • Houston Dynamo - HOU • Kansas City Wizards - KC • Los Angeles Galaxy - LA • New England Revolution - NE New York Red Bulls - NY • Real Salt Lake - RSL • San Jose Earthquakes - SJ • Seattle Sounders FC - SEA • Toronto FC - TOR Win • Loss • Tie • Home | Abbreviation and Color Key: Chicago Fire - CHI • Chivas USA - CHV • Colorado Rapids - COL • Columbus Crew - CLB • D.C. United - DC FC Dallas - DAL • Houston Dynamo - HOU • Kansas City Wizards - KC • Los Angeles Galaxy - LA • New England Revolution - NE New York Red Bulls - NY • Real Salt Lake - RSL • San Jose Earthquakes - SJ • Seattle Sounders FC - SEA • Toronto FC - TOR Win • Loss • Tie • Home | Abbreviation and Color Key: Chicago Fire - CHI • Chivas USA - CHV • Colorado Rapids - COL • Columbus Crew - CLB • D.C. United - DC FC Dallas - DAL • Houston Dynamo - HOU • Kansas City Wizards - KC • Los Angeles Galaxy - LA • New England Revolution - NE New York Red Bulls - NY • Real Salt Lake - RSL • San Jose Earthquakes - SJ • Seattle Sounders FC - SEA • Toronto FC - TOR Win • Loss • Tie • Home | Abbreviation and Color Key: Chicago Fire - CHI • Chivas USA - CHV • Colorado Rapids - COL • Columbus Crew - CLB • D.C. United - DC FC Dallas - DAL • Houston Dynamo - HOU • Kansas City Wizards - KC • Los Angeles Galaxy - LA • New England Revolution - NE New York Red Bulls - NY • Real Salt Lake - RSL • San Jose Earthquakes - SJ • Seattle Sounders FC - SEA • Toronto FC - TOR Win • Loss • Tie • Home | Abbreviation and Color Key: Chicago Fire - CHI • Chivas USA - CHV • Colorado Rapids - COL • Columbus Crew - CLB • D.C. United - DC FC Dallas - DAL • Houston Dynamo - HOU • Kansas City Wizards - KC • Los Angeles Galaxy - LA • New England Revolution - NE New York Red Bulls - NY • Real Salt Lake - RSL • San Jose Earthquakes - SJ • Seattle Sounders FC - SEA • Toronto FC - TOR Win • Loss • Tie • Home | Abbreviation and Color Key: Chicago Fire - CHI • Chivas USA - CHV • Colorado Rapids - COL • Columbus Crew - CLB • D.C. United - DC FC Dallas - DAL • Houston Dynamo - HOU • Kansas City Wizards - KC • Los Angeles Galaxy - LA • New England Revolution - NE New York Red Bulls - NY • Real Salt Lake - RSL • San Jose Earthquakes - SJ • Seattle Sounders FC - SEA • Toronto FC - TOR Win • Loss • Tie • Home | Abbreviation and Color Key: Chicago Fire - CHI • Chivas USA - CHV • Colorado Rapids - COL • Columbus Crew - CLB • D.C. United - DC FC Dallas - DAL • Houston Dynamo - HOU • Kansas City Wizards - KC • Los Angeles Galaxy - LA • New England Revolution - NE New York Red Bulls - NY • Real Salt Lake - RSL • San Jose Earthquakes - SJ • Seattle Sounders FC - SEA • Toronto FC - TOR Win • Loss • Tie • Home | Abbreviation and Color Key: Chicago Fire - CHI • Chivas USA - CHV • Colorado Rapids - COL • Columbus Crew - CLB • D.C. United - DC FC Dallas - DAL • Houston Dynamo - HOU • Kansas City Wizards - KC • Los Angeles Galaxy - LA • New England Revolution - NE New York Red Bulls - NY • Real Salt Lake - RSL • San Jose Earthquakes - SJ • Seattle Sounders FC - SEA • Toronto FC - TOR Win • Loss • Tie • Home | Abbreviation and Color Key: Chicago Fire - CHI • Chivas USA - CHV • Colorado Rapids - COL • Columbus Crew - CLB • D.C. United - DC FC Dallas - DAL • Houston Dynamo - HOU • Kansas City Wizards - KC • Los Angeles Galaxy - LA • New England Revolution - NE New York Red Bulls - NY • Real Salt Lake - RSL • San Jose Earthquakes - SJ • Seattle Sounders FC - SEA • Toronto FC - TOR Win • Loss • Tie • Home | Abbreviation and Color Key: Chicago Fire - CHI • Chivas USA - CHV • Colorado Rapids - COL • Columbus Crew - CLB • D.C. United - DC FC Dallas - DAL • Houston Dynamo - HOU • Kansas City Wizards - KC • Los Angeles Galaxy - LA • New England Revolution - NE New York Red Bulls - NY • Real Salt Lake - RSL • San Jose Earthquakes - SJ • Seattle Sounders FC - SEA • Toronto FC - TOR Win • Loss • Tie • Home | Abbreviation and Color Key: Chicago Fire - CHI • Chivas USA - CHV • Colorado Rapids - COL • Columbus Crew - CLB • D.C. United - DC FC Dallas - DAL • Houston Dynamo - HOU • Kansas City Wizards - KC • Los Angeles Galaxy - LA • New England Revolution - NE New York Red Bulls - NY • Real Salt Lake - RSL • San Jose Earthquakes - SJ • Seattle Sounders FC - SEA • Toronto FC - TOR Win • Loss • Tie • Home | Abbreviation and Color Key: Chicago Fire - CHI • Chivas USA - CHV • Colorado Rapids - COL • Columbus Crew - CLB • D.C. United - DC FC Dallas - DAL • Houston Dynamo - HOU • Kansas City Wizards - KC • Los Angeles Galaxy - LA • New England Revolution - NE New York Red Bulls - NY • Real Salt Lake - RSL • San Jose Earthquakes - SJ • Seattle Sounders FC - SEA • Toronto FC - TOR Win • Loss • Tie • Home | Abbreviation and Color Key: Chicago Fire - CHI • Chivas USA - CHV • Colorado Rapids - COL • Columbus Crew - CLB • D.C. United - DC FC Dallas - DAL • Houston Dynamo - HOU • Kansas City Wizards - KC • Los Angeles Galaxy - LA • New England Revolution - NE New York Red Bulls - NY • Real Salt Lake - RSL • San Jose Earthquakes - SJ • Seattle Sounders FC - SEA • Toronto FC - TOR Win • Loss • Tie • Home |
| Club | Meci | Meci | Meci | Meci | Meci | Meci | Meci | Meci | Meci | Meci | Meci | Meci | Meci | Meci | Meci | Meci | Meci | Meci | Meci | Meci | Meci | Meci | Meci | Meci | Meci | Meci | Meci | Meci | Meci | Meci |
| Club | 1 | 2 | 3 | 4 | 5 | 6 | 7 | 8 | 9 | 10 | 11 | 12 | 13 | 14 | 15 | 16 | 17 | 18 | 19 | 20 | 21 | 22 | 23 | 24 | 25 | 26 | 27 | 28 | 29 | 30 |
| --- | --- | --- | --- | --- | --- | --- | --- | --- | --- | --- | --- | --- | --- | --- | --- | --- | --- | --- | --- | --- | --- | --- | --- | --- | --- | --- | --- | --- | --- | --- |
| Chicago Fire | DAL | DC | NY | SJ | KC | CLB | SEA | NE | TOR | NY | CHV | DAL | HOU | DC | COL | CLB | SJ | SEA | RSL | HOU | KC | LA | COL | DC | RSL | CLB | TOR | LA | NE | CHV |
| Chicago Fire | 3-1 | 1-1 | 0-1 | 3-3 | 2-2 | 2-2 | 1-1 | 1-1 | 2-0 | 1-0 | 3-2 | 3-0 | 1-0 | 1-2 | 2-1 | 0-0 | 0-2 | 0-0 | 0-1 | 2-3 | 2-0 | 2-0 | 2-3 | 1-0 | 1-1 | 2-2 | | | | |
| Chivas USA | COL | DAL | CLB | LA | SEA | TOR | DAL | SJ | RSL | DC | KC | CHI | SEA | HOU | CLB | LA | NE | COL | NY | TOR | RSL | LA | NE | SEA | NY | DC | KC | SJ | CHI | HOU |
| Chivas USA | 1-2 | 2-0 | 1-2 | 0-0 | 0-2 | 0-1 | 0-2 | 1-0 | 0-1 | 2-2 | 1-1 | 3-2 | 0-1 | 0-1 | 1-2 | 1-0 | 0-2 | 0-4 | 2-0 | 0-2 | 0-4 | 0-1 | 0-2 | 0-0 | | | | | | |
| Colorado Rapids | CHV | KC | LA | CLB | HOU | LA | RSL | NE | SEA | NY | RSL | DC | DAL | SEA | CHI | DAL | DC | NY | CLB | CHV | CHI | HOU | TOR | TOR | SJ | SJ | KC | NE | DAL | RSL |
| Colorado Rapids | 1-2 | 1-2 | 3-2 | 1-1 | 0-1 | 1-1 | 0-2 | 1-1 | 2-2 | 3-2 | 1-1 | 0-3 | 1-1 | 0-3 | 2-1 | 0-1 | 1-3 | 0-4 | 1-0 | 0-4 | 2-3 | 0-1 | 0-1 | 2-3 | 1-1 | 1-1 | | | | |
| Columbus Crew | HOU | TOR | RSL | CHV | COL | CHI | TOR | KC | LA | SJ | SEA | KC | CHV | DAL | NY | DC | CHI | RSL | TOR | COL | SJ | DAL | NY | HOU | CHI | LA | SEA | NE | DC | NE |
| Columbus Crew | 1-1 | 1-1 | 1-4 | 1-2 | 1-1 | 2-2 | 1-1 | 2-3 | 1-1 | 1-2 | 1-1 | 2-0 | 1-2 | 1-2 | 0-1 | 1-1 | 0-0 | 1-3 | 2-3 | 1-0 | 3-0 | 0-2 | 0-1 | 1-2 | 2-2 | | | | | |
| D.C. United | LA | CHI | HOU | RSL | NE | NY | DAL | KC | TOR | CHV | RSL | NE | NY | CHI | SEA | COL | CLB | COL | SJ | HOU | TOR | LA | CHI | DAL | KC | SEA | SJ | CHV | CLB | KC |
| D.C. United | 2-2 | 1-1 | 0-1 | 1-2 | 1-1 | 3-2 | 1-2 | 1-1 | 3-3 | 2-2 | 0-0 | 1-2 | 2-0 | 1-2 | 3-3 | 0-3 | 1-1 | 1-3 | 2-2 | 3-4 | 0-2 | 0-0 | 1-0 | 2-2 | 0-1 | 2-1 | | | | |
| FC Dallas | CHI | CHV | NE | TOR | TOR | CHV | DC | HOU | SEA | LA | CHI | SJ | HOU | CLB | COL | NY | COL | RSL | KC | HOU | CLB | NY | DC | LA | KC | RSL | NE | SJ | COL | SEA |
| FC Dallas | 3-1 | 2-0 | 1-2 | 1-1 | 2-3 | 0-2 | 1-2 | 0-1 | 1-1 | 1-1 | 3-0 | 2-2 | 3-1 | 1-2 | 1-1 | 1-2 | 0-1 | 2-4 | 0-6 | 0-1 | 0-2 | 2-3 | 2-2 | 6-3 | 2-3 | | | | | |
| Houston Dynamo | CLB | SJ | DC | NY | COL | NE | DAL | NY | SJ | TOR | CHI | CHV | DAL | RSL | LA | KC | SEA | TOR | NE | DC | DAL | CHI | RSL | SEA | COL | CLB | RSL | KC | LA | CHV |
| Houston Dynamo | 1-1 | 2-3 | 0-1 | 0-0 | 0-1 | 2-0 | 0-1 | 1-1 | 1-3 | 0-3 | 1-0 | 0-1 | 3-1 | 1-1 | 0-1 | 1-0 | 1-2 | 1-1 | 1-0 | 3-4 | 1-0 | 2-3 | 0-0 | 1-1 | 0-1 | 1-2 | 2-3 | | | |
| Kansas City Wizards | TOR | COL | SJ | SEA | CHI | NY | TOR | DC | CLB | RSL | CHV | LA | CLB | NE | HOU | NE | LA | DAL | CHI | SJ | RSL | NE | DC | NY | DAL | COL | HOU | CHV | SEA | DC |
| Kansas City Wizards | 3-2 | 1-2 | 0-2 | 1-0 | 2-2 | 0-1 | 0-1 | 1-1 | 2-3 | 2-0 | 1-1 | 1-1 | 2-0 | 1-3 | 1-0 | 0-0 | 1-1 | 0-6 | 2-0 | 0-1 | 1-0 | 4-2 | 0-1 | 1-0 | 2-3 | | | | | |
| Los Angeles Galaxy | DC | COL | CHV | SJ | COL | NY | RSL | SEA | CLB | DAL | KC | TOR | RSL | SJ | HOU | NE | CHV | NY | KC | NE | SEA | CHI | DC | CHV | DAL | TOR | CLB | CHI | HOU | SJ |
| Los Angeles Galaxy | 2-2 | 3-2 | 0-0 | 1-1 | 1-1 | 0-1 | 2-2 | 1-1 | 1-1 | 1-1 | 1-1 | 2-1 | 2-0 | 1-2 | 0-1 | 0-1 | 1-0 | 3-1 | 1-1 | 2-1 | 0-2 | 2-0 | 0-0 | 0-1 | 6-3 | 0-2 | | | | |
| New England Revolution | SJ | NY | DAL | DC | RSL | HOU | CHI | COL | TOR | DC | NY | KC | LA | KC | CHV | HOU | TOR | LA | SEA | RSL | SJ | KC | CHV | NY | SEA | DAL | COL | CLB | CHI | CLB |
| New England Revolution | 1-0 | 1-1 | 1-2 | 1-1 | 0-6 | 2-0 | 1-1 | 1-1 | 1-3 | 1-2 | 0-4 | 1-3 | 0-1 | 0-0 | 0-2 | 1-0 | 1-1 | 2-1 | 1-0 | 1-3 | 1-2 | 4-2 | 0-2 | 1-1 | | | | | | |
| New York Red Bulls | SEA | NE | CHI | HOU | RSL | KC | DC | LA | SJ | HOU | CHI | COL | DC | NE | TOR | SEA | TOR | CLB | DAL | LA | COL | CHV | DAL | CLB | KC | NE | CHV | SJ | RSL | TOR |
| New York Red Bulls | 0-3 | 1-1 | 0-1 | 0-0 | 0-2 | 0-1 | 3-2 | 0-1 | 1-4 | 1-1 | 1-0 | 3-2 | 0-2 | 0-4 | 1-3 | 1-1 | 0-2 | 0-1 | 1-2 | 3-1 | 0-4 | 2-0 | 2-3 | 0-1 | 1-0 | 1-1 | | | | |
| Real Salt Lake | SEA | CLB | DC | NY | NE | COL | LA | CHV | KC | DC | SJ | COL | LA | HOU | TOR | SJ | CLB | DAL | CHI | SEA | HOU | NE | CHV | KC | CHI | HOU | DAL | NY | TOR | COL |
| Real Salt Lake | 0-2 | 1-4 | 1-2 | 0-2 | 0-6 | 0-2 | 2-2 | 0-1 | 2-0 | 0-0 | 1-2 | 1-1 | 2-0 | 1-1 | 0-3 | 1-1 | 1-3 | 2-4 | 0-1 | 0-1 | 0-0 | 1-3 | 0-4 | 1-0 | 1-1 | 2-3 | | | | |
| San Jose Earthquakes | NE | HOU | KC | CHI | LA | SEA | CHV | NY | HOU | CLB | RSL | DAL | SEA | LA | RSL | TOR | CHI | DC | SEA | CLB | KC | NE | COL | COL | DC | NY | DAL | TOR | CHV | LA |
| San Jose Earthquakes | 1-0 | 2-3 | 0-2 | 3-3 | 1-1 | 0-2 | 1-0 | 1-4 | 1-3 | 1-2 | 1-2 | 2-2 | 1-2 | 1-2 | 1-1 | 3-1 | 0-2 | 2-2 | 0-4 | 3-0 | 0-1 | 1-2 | 1-1 | 1-1 | | | | | | |
| Seattle Sounders FC | NY | RSL | TOR | KC | CHV | SJ | CHI | LA | DAL | COL | CLB | CHV | SJ | DC | NY | COL | HOU | CHI | SJ | RSL | LA | NE | HOU | TOR | DC | CHV | NE | CLB | KC | DAL |
| Seattle Sounders FC | 0-3 | 0-2 | 2-0 | 1-0 | 0-2 | 0-2 | 1-1 | 1-1 | 1-1 | 2-2 | 1-1 | 0-1 | 1-2 | 3-3 | 1-1 | 0-3 | 1-2 | 0-0 | 0-4 | 0-1 | 2-0 | 1-0 | 1-1 | 0-0 | 2-1 | 0-0 | | | | |
| Toronto FC | KC | CLB | SEA | DAL | DAL | CHV | KC | CLB | DC | CHI | NE | HOU | LA | NY | NY | RSL | SJ | HOU | CLB | NE | DC | CHV | SEA | COL | COL | LA | CHI | SJ | RSL | NY |
| Toronto FC | 3-2 | 1-1 | 2-0 | 1-1 | 2-3 | 0-1 | 0-1 | 1-1 | 3-3 | 2-0 | 1-3 | 0-3 | 2-1 | 1-2 | 0-2 | 0-3 | 3-1 | 1-1 | 2-3 | 1-1 | 0-2 | 0-2 | 0-0 | 0-1 | 2-3 | 0-2 | | | | |

## Portarii cei mai buni
| Loc | Goalkeeper     | Club                   | GP | MINS | SHTS | SVS | GA | GAA  | W-L-T  | SHO |
| --- | -------------- | ---------------------- | -- | ---- | ---- | --- | -- | ---- | ------ | --- |
| 2   | Zach Thornton  | Chivas USA             | 19 | 1665 | 90   | 69  | 16 | 0.86 | 9-7-3  | 8   |
| 1   | Pat Onstad     | Houston Dynamo         | 25 | 2250 | 102  | 78  | 22 | 0.88 | 11-7-7 | 9   |
| 3   | Kasey Keller   | Seattle Sounders FC    | 24 | 2099 | 89   | 67  | 21 | 0.90 | 9-4-10 | 8   |
| 4   | William Hesmer | Columbus Crew          | 13 | 1170 | 68   | 55  | 13 | 1.00 | 6-2-5  | 5   |
| 5   | Matt Reis      | New England Revolution | 16 | 1440 | 102  | 84  | 16 | 1.00 | 8-5-3  | 6   |